# Güneşin Kızları
Güneşin Kızları es una serie de televisión turca de 2015, producida por Süreç Film para Kanal D.

## Trama
Güneş es una profesora de secundaria que vive en Esmirna junto a sus tres hijas: Nazli, Selin y Peri. Un día su camino se cruza con Haluk Mertoğlu, un hombre de negocios de Estambul. Al poco tiempo, Haluk le propone matrimonio a Güneş. Aunque sus hijas no están al tanto de la relación de su madre, Güneş acepta la propuesta y decide mudarse junto con el empresario. Con la unión de la familia de Güneş y la de Haluk, muchos secretos saldrán a la luz y nada será lo mismo para sus integrantes.

## Reparto
- Emre Kınay como Haluk Mertoğlu.
- Evrim Alasya como Güneş Yılmaz/Türkan Dargı.
- Tolga Sarıtaş como Ali Mertoğlu.
- Burcu Özberk como Nazlı Yılmaz.
- Berk Atan como Savaş Mertoğlu.
- Hande Erçel como Selin Yılmaz.
- Miray Akay como Peri Yılmaz.
- Meltem Gülenç como Rana Mertoğlu.
- Funda İlhan como Sevilay.
- Teoman Kumbaracıbaşı como Ahmet Mertoğlu.
- Süreyya Güzel como İnci Mertoğlu.
- Sarp Can Köroğlu como Emre Bağdatlı.
- İrem Helvacıoğlu como Tuğçe Yurdam.
- Kanat Heparı como Mert Taşkıran.
- Ege Kökenli como Melisa Taşkıran.
- Sarper Arda como Can Yurdam.
- Ali Pınar como Zafer Yılmaz/Dikmen.
- Fatih Dönmez como Levent Polat.
- Anıl Altan como Doruk Polat.
- Can Kurt Kalav como Yiğit.
- Nurseli Tırışkan como Derya Yurdam.
- Fatmagül Fakı como Didem.
- Dilan Çiçek Deniz como Elif.

## Premios y nominaciones
| Año  | Premios               | Categoría   | Nominado(a)     | Resultado | Ref.  |
| ---- | --------------------- | ----------- | --------------- | --------- | ----- |
| 2015 | Premios Altın Kelebek | Mejor serie | Güneşin Kızları | Ganadora  | [ 3 ] |